# Ginnifer Goodwin
Jennifer Michelle Goodwin (sinh ngày 22 Tháng Năm, 1978), được biết với cái tên Ginnifer Goodwin, là một nữ diễn viên phim truyền hình vả điện ảnh người Mỹ. Cô được biết đến nhiều với vai diễn Margene Heffman trong bộ phim truyền hình Big Love, và với bộ phim điện ảnh ăn khách Mona Lisa Smile, Something Borrowed, và He's Just Not That Into You. Gần đây, cô tham gia với vai Mary Margaret Blanchard/Snow White trong một bộ phim truyền hình của kênh ABC có tựa đề Once Upon a Time.

## Cuộc sống
Goodwin sinh ra tại Memphis, Tennessee, cha cô là Tim Goodwin, người sở hữu một phòng thu âm, và mẹ cô là Linda (née Kantor), sau nảy làm việc cho FedEx và Apple. Goodwin đổi tên mình từ "Jennifer" thành "Ginnifer".
Khi còn trẻ, Goodwin tham gia vào North American Federation of Temple Youth, và hoạt động tích cực trong BBYO tại Jewish Community Center ở Memphis. Sau khi tốt nghiệp từ trường Lausanne Collegiate năm 1996, Goodwin đang ký học tại Hanover College (chuyên ngành sân khấu) trong vòng một năm cô chuyển đến Boston University's College of Fine Arts.

## Sự nghiệp
Goodwin first had roles in the popular NBC television programs Law & Order and Ed before appearing in the Comedy Central television movie Porn 'n Chicken. She later had substantial roles in the films Mona Lisa Smile, Win a Date with Tad Hamilton!, Walk the Line—in which she portrayed Vivian Liberto, Johnny Cash's first wife—and Birds of America. She also played Dori Dumchovic in the dark comedy Love Comes to the Executioner. Goodwin played a leading role as Margene Heffman, the third wife in a polygamous family, on the HBO original series Big Love, which concluded on ngày 20 tháng 3 năm 2011.
Goodwin starred as Gigi in He's Just Not That into You, which was released in February 2009. For this role she received a nomination for the People's Choice Award for Breakout Movie Actress. In April 2009 she began filming Ramona and Beezus (playing "Aunt Bea").
In 2008, MaxMara honored Goodwin with a "Face of the Future" award, an award recognizing up and coming women in film. Also, Goodwin was one of the celebrities featured in Gap's Fall 2008 ad campaign.
In 2011, Goodwin plays Mary Margaret Blanchard, a teacher in Storybrooke, Maine, as well as fairy tale heroine Snow White, in the revisionist fantasy adventure television program, Once Upon a Time, which debuted on ABC. That same year, she played Rachel in Something Borrowed.

## Đời tư
Goodwin là một người ăn chay và là người phát ngôn cho dự án Farm Sanctuary's Adopt-A-Turkey vào năm 2009. Cô từng tiết lộ với Jimmy Kimmel rằng cô ấy đã từng bỏ ăn chay sau khi gặp một số vấn đề về khỏe. Cô nói: "Tôi luôn luôn học hỏi, trưởng thành và thay đổi, và thực sự tôi đã gặp một số vấn đề về sức khỏe với chế độ ăn của mình, chính vì thế mà tôi đã phải thay đổi và đưa một số sản phẩm động vật và khẩu phần ăn nhằm cải thiện sức khỏe hiện tại."
Goodwin bắt đầu hẹn hò với Joey Kern vào tháng 4 năm 2009. Cặp đôi tuyên bố rằng họ sẻ đính hôn vào ngày 24 tháng Mười hai, năm 2010. Tuy nhiên, vào ngày 20 tháng 5 năm 2011, họ đã chính thức chia tay. Goodwin hiện tại đang hẹn hò với nam diễn viên trong phim Once Upon a Time là Josh Dallas từ mùa hè năm 2011. Cô là một người bạn rất thân thiết với nữ diễn viên phim Once Upon a Time Jennifer Morrison.

## Phim ảnh

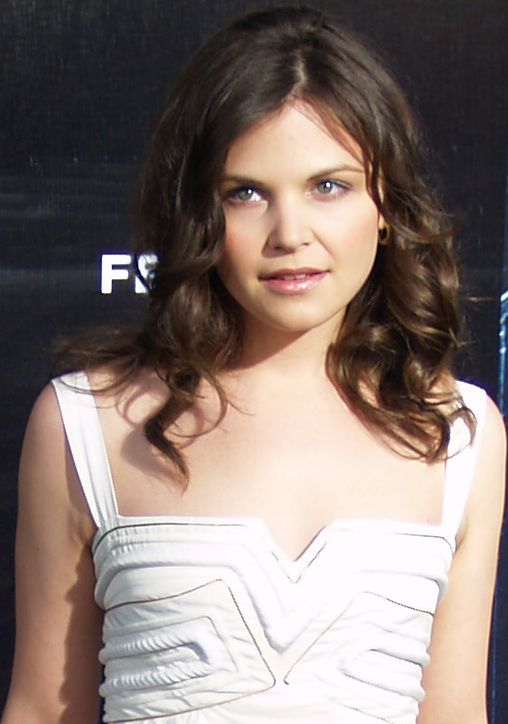
Goodwin trong buổi ra mắt Spider-Man 3, 2007

| Năm           | Tên phim                      | Vai                                | Ghi chú                                    |
| ------------- | ----------------------------- | ---------------------------------- | ------------------------------------------ |
| 2001          | Law & Order                   | Erica                              | Tập: "Myth of Fingerprints"                |
| 2001–2004     | Ed                            | Diane Snyder                       | 25 tập                                     |
| 2002          | Porn 'n Chicken               | Maya                               | TV movie                                   |
| 2003          | Mona Lisa Smile               | Connie Baker                       |                                            |
| 2004          | Win a Date with Tad Hamilton! | Cathy Feely                        |                                            |
| 2005          | Walk the Line                 | Vivian Cash                        |                                            |
| Since 2005    | Robot Chicken                 | Various voices                     |                                            |
| 2006          | Love Comes to the Executioner | Dori Dumchovic                     |                                            |
| 2006–2011     | Big Love                      | Margene Heffman                    | 53 episodes                                |
| 2007          | In the Land of Women          | Janey                              |                                            |
| 2007          | Day Zero                      | Molly Rifkin                       |                                            |
| 2008          | Birds of America              | Ida                                |                                            |
| 2009          | He's Just Not That Into You   | Gigi Phillips                      |                                            |
| 2009          | A Single Man                  | Mrs. Strunk                        |                                            |
| 2010          | Ramona and Beezus             | Aunt Bea                           |                                            |
| 2011          | Something Borrowed            | Rachel White                       |                                            |
| 2011-hiện tại | Once Upon a Time              | Mary Margaret Blanchard/Snow White | Vai chính                                  |
| 2011          | SpongeBob SquarePants         | Teenage Mermaid                    | Tập: Welcome To The Bikini Bottom Triangle |
| 2012          | Electric City                 | Jean Marie St. Cloud               | Web series                                 |
| 2016          | Phi vụ động trời              | Judy Hopps                         | Lồng tiếng                                 |
| 2025          | Phi vụ động trời 2            | Judy Hopps                         | Lồng tiếng                                 |